# Gagrella monticola
Gagrella monticola is een hooiwagen uit de familie Sclerosomatidae.